# Petromyscus monticularis
Petromyscus monticularis — вид гризунів родини Nesomyidae. Країни проживання: Намібія та ПАР. Його природне середовище проживання — субтропічні чи тропічні сухі чагарники.